# Zone d’études et d’aménagement du territoire

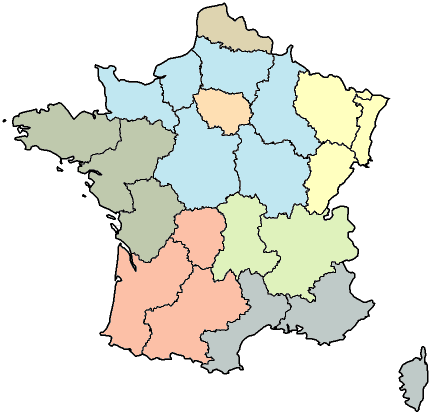
Die ZEAT (farbig) mit den bis 2015 gültigen Grenzen der Regionen (schwarze Linien)

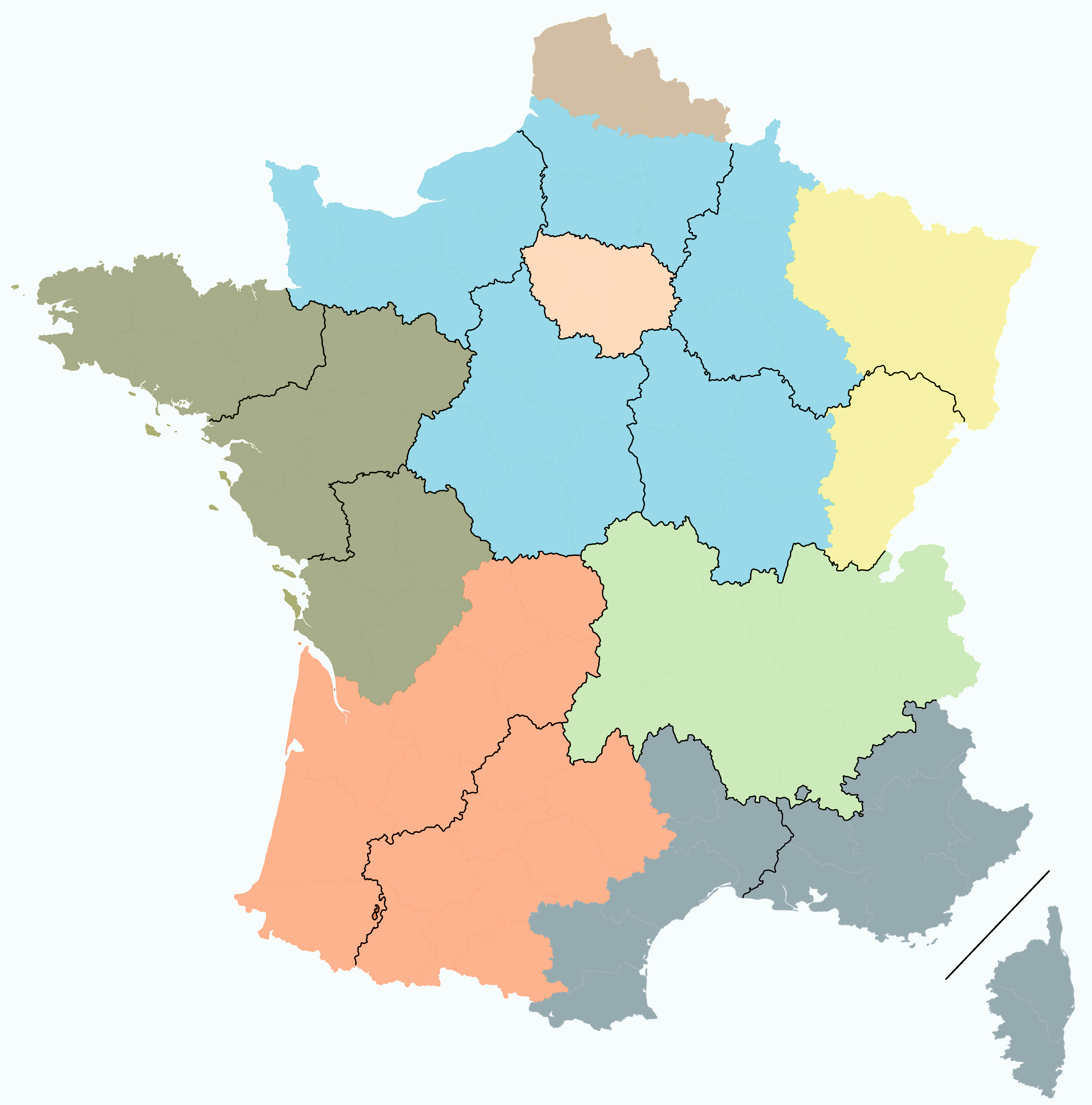
Die ZEAT (farbig) mit den seit 2016 gültigen Grenzen der Regionen (schwarze Linien)

Als Zone d’études et d’aménagement du territoire (ZEAT, „Raumforschungs- und Raumplanungsgebiete“) werden acht Zonen bezeichnet, in die Metropolitan-Frankreich zu statistischen Zwecken eingeteilt ist. Sie umfassten bis Dezember 2015 je eine oder mehrere der 21 Regionen und Korsika. Seit dem neuen Zuschnitt der Regionen im Januar 2016 sind einige der nunmehr 13 Regionen auf mehrere ZEAT verteilt.
Die Festlegung der ZEAT erfolgte 1967 durch Institut national de la statistique et des études économiques (INSEE), zusammen mit dem Commissariat général und der Délégation à l'aménagement du territoire et à l'action régionale (DATAR).
Bis 2016 waren die NUTS-1-Regionen der Statistik der Europäischen Union deckungsgleich mit den ZEAT. Sie wichen jedoch in Kodierung und Benennung teilweise ab, außerdem war für die Übersee-Départements ein neuntes NUTS-1-Gebiet definiert. Seit der Neufestlegung der NUTS-Regionen im Jahre 2016 sind diese unabhängig von den ZEAT und entsprechen den neuen politisch-administrativen Regionen.
| Code | Code                 | Name              | Name                 | zugehörige Regionen                                                            | zugehörige Regionen                                                                                               |
| ZEAT | NUTS (bis 2016/2018) | ZEAT              | NUTS (bis 2016/2018) | bis 2015                                                                       | seit 2016 |
| ---- | -------------------- | ----------------- | -------------------- | ------------------------------------------------------------------------------ | --- |
| 1    | FR1                  | Région parisienne | Île-de-France        | Île-de-France                                                                  | Île-de-France |
| 2    | FR2                  | Bassin parisien   | Bassin parisien      | Basse-Normandie, Burgund, Centre, Champagne-Ardenne, Haute-Normandie, Picardie | Centre-Val de Loire, Normandie, Teile von Bourgogne-Franche-Comté, Teile von Grand Est, Teile von Hauts-de-France |
| 3    | FR3                  | Nord              | Nord-Pas-de-Calais   | Nord-Pas-de-Calais                                                             | Teile von Hauts-de-France                                                                                         |
| 4    | FR4                  | Est               | Est                  | Elsass, Franche-Comté, Lothringen                                              | Teile von Bourgogne-Franche-Comté, Teile von Grand Est                                                            |
| 5    | FR5                  | Ouest             | Ouest                | Bretagne, Pays de la Loire, Poitou-Charentes                                   | Bretagne, Pays de la Loire, Teile von Nouvelle-Aquitaine                                                          |
| 7    | FR6                  | Sud-Ouest         | Sud-Ouest            | Aquitanien, Limousin, Midi-Pyrénées                                            | Teile von Nouvelle-Aquitaine, Teile von Okzitanien                                                                |
| 8    | FR7                  | Centre-Est        | Centre-Est           | Auvergne, Rhône-Alpes                                                          | Auvergne-Rhône-Alpes                                                                                              |
| 9    | FR8                  | Méditerranée      | Méditerranée         | Korsika, Languedoc-Roussillon, Provence-Alpes-Côte d’Azur                      | Korsika, Provence-Alpes-Côte d’Azur und Teile von Okzitanien                                                      |